# Acrossocheilus kreyenbergii
Acrossocheilus kreyenbergii е вид лъчеперка от семейство Шаранови (Cyprinidae).

## Разпространение
Видът е разпространен в Китай (Джъдзян).

## Описание
На дължина достигат до 15,5 cm.